# Уттара
Утта́ра (санскр. उत्तरा, IAST: Uttarā) — героиня древнеиндийского эпоса «Махабхарата», жена Абхиманью, сестра царевича Уттары и дочь царя матсьев Вираты, при дворе которого Пандавы провели неузнанными последний год изгнания.
По условиям роковой игры в кости, после двенадцатилетнего изгнания в лесу, Пандавы поселились в Упапалавье, столице царства матсьев. Средний из пяти братьев Пандавов герой Арджуна объявил себя евнухом и жил на женской половине дворца Вираты, обучая принцессу Уттару и других девушек пению и танцам. Во время жительства Пандавов у Вираты Кауравы со своими союзниками тригартами напали на царство матсьев с целью угона их богатых стад, и Арджуна в обличье евнуха на единственной колеснице разгромил войско Кауравов, а царевне Уттаре, выполняя шуточный обет, привёз снятые с Кауравов прекрасные одежды в качестве платьев для её кукол. Когда Вирата узнал, что при его дворе скрывались великие герои Пандавы, он пожелал выдать свою дочь замуж за Арджуну. Пандавы тоже были не прочь установить союз с могучим царём матсьев, так как надвигалась их война с Кауравами. Но Арджуна счёл невозможным взять в жёны юную принцессу, с которой провёл год в одних покоях, во избежание сплетен. Он предложил в женихи Уттаре своего сына Абхиманью, который был непобедимым богатырём, превосходившим по мощи своего отца Арджуну. Однако, вскоре после свадьбы с Уттарой юный Абхиманью погибает в неравной схватке с шестью воителями Кауравов, включая Карну, во время Битве на Курукшетре. Погиб и отец Уттары, старый царь Вирата, и её братья. Уттара, которая была беременна на момент смерти мужа, оплакивает мужа на Курукшетре вместе с другими жёнами и матерями, и через несколько месяцев рожает сына Парикшита, которому суждено в будущем стать единственным оставшимся в живых представителем династии Куру. После Битвы на Курукшетре Ашваттхама попытался уничтожить ещё не рождённого младенца и его мать Уттару с помощью брахмастры. Уттара была спасена Кришной, который был для неё дядей. Достигнув совершеннолетия, Парикшит становится императором Хастинапуры. 